# Junínmyrpitta
Junínmyrpitta (Grallaria obscura) är en fågelart i familjen myrpittor inom ordningen tättingar.

## Utseende och läte
Junínmyrpitta är en medelstor, enrfärgat brun myrpitta. En ljus ögonring skiljer den från liknande oxapampamyrpittan. Typiska sången omfattar ett kort "bit-burr" och en serie med fem eller sex raspiga visslingar. 

## Utbredning och systematik
Arten förekommer i Sydamerika, i östcentrala Peru i Junín, söder om Río Perené, norr om Río Mantaro och väster om Río Ene. Den behandlas traditionellt som en underart till Grallaria rufula, men urskiljs sedan 2021 som egen art baserat på studier.

## Levnadssätt
Junínmyrpitta hittas i höglänta skogar. Där ses den i undervegetationen, mestadels på marken men kan noteras sitta högre upp när den sjunger.

## Status
IUCN erkänner den ännu inte som art, varför dess hotstatus formellt inte fastställts.